# Haute Cour administrative de Croatie
La Haute Cour administrative de la République de Croatie (Croate : Visoki upravni sud Republike Hrvatske) est la plus haute juridiction de Croatie en matière de droit public, dont le siège est à Zagreb.
Le 1er janvier 2012, les tribunaux administratifs de première instance de Zagreb, Split, Osijek et Rijeka ont commencé à fonctionner, et l'ancien tribunal administratif de la République de Croatie a continué à fonctionner en tant que Haute Cour administrative de la République de Croatie. Le Tribunal administratif a été créé le 1er juillet 1977 en tant que tribunal républicain indépendant et, jusqu'alors, le contrôle judiciaire de la légalité des actes administratifs individuels définitifs était assuré au sein de la section administrative de la Cour suprême de la République de Croatie.

## Compétence et composition
La Haute Cour administrative décide :
- sur les appels contre les jugements des tribunaux administratifs et les décisions des tribunaux administratifs contre lesquels un recours est admis ;
- sur la légalité des actes de portée nationale ;
- sur les conflits de compétence entre juridictions administratives ;
- dans les autres cas prévus par la loi.

La Haute Cour est composée de 21 juges, réparti en trois sections : la section sociale, la section financière et de la fonction publique, et la section des propriétés publiques. Une formation spéciale se prononce sur les actes de portée générale.
La Haute Cour administrative statue en formation de trois juges, sauf sur la légalité des actes généraux où statue en formation de cinq juges.